# Прилуки (Коростенський район)
Прилу́ки (колишня назва Дідухів)— село в Україні, в Коростенському районі Житомирської області. Входить до складу Овруцької міської громади. Населення становить 650 осіб.

## Географія
Селом протікає річка Безіменна.

## Історія
У 1906 році Дідухів, хутір Гладковицької волості Овруцького повіту Волинської губернії. Відстань від повітового міста 20 верст, від волості 15. Дворів 5, мешканців 43.
В 1923—1954 роках орган місцевого самоврядування — Кам'яно-Товкачівська сільська рада.

## Населення
Мова
Розподіл населення за рідною мовою за даними перепису 2001 року:
| Мова       | Кількість | Відсоток |
| ---------- | --------- | -------- |
| українська | 643       | 96.55%   |
| російська  | 12        | 1.80%    |
| білоруська | 9         | 1.35%    |
| румунська  | 1         | 0.15%    |
| єврейська  | 1         | 0.15%    |
| Усього     | 666       | 100%     |